# Свети Пантелеймон (Адам)
Вижте пояснителната страница за други значения на Света Параскева.
„Свети Пантелеймон“ (на гръцки: Αγίου Παντελεήμονος) е средновековна православна църква в село Адам, Халкидики, Гърция, част от Йерисовската, Светогорска и Ардамерска епархия.
Храмът е разположен на километър източно от Адам. Построен е върху сграда от края на византийския или началото на османския период. Според други данни старият параклис е от IX или X век. В 1968 година са открити колони и бази, говорещи за голяма сграда. В архитектурно отношение представлява еднокорабна базилика с дървен покрив, която по-късно е пристроена на запад с открит трем с колони. На мраморна плоча, вградена в западната стена на храма, е изписана годината 1868 – датата на обновяване.
В 1983 година храмът е обявен за паметник на културата.